# El meu projecte de ciències
El meu projecte de ciències (títol original: My Science Project) és una pel·lícula estatunidenca dirigida per Jonathan R. Betuel el 1985. Ha estat doblada al català.

## Argument
Michael, un dropo de primera classe, es renyat sense parar pel seu professor de ciències Robert « Bob » Roberts. Quan li ha de proporcionar un projecte científic que faria pujar la seva nota, Michael decideix d'anar, amb la seva nova amiga anomenada « Ellie », a una vella reserva desafectada de l'exèrcit americà. Hi descobreix una màquina estranya que absorbeix l'energia elèctrica de qualsevol objecte que funciona amb electricitat (bombetes, preses de corrent, bateria de cotxe, etc.). Un cop carregada elèctricament, la màquina deforma les fronteres entre les dimensions, totes normalment separades a l'interior d'un mateix espai. Resultat: tot va de mal en pitjor, fins a suprimir totalment els límits de cada dimensió, barrejant-los llavors de manera catastròfica. El temps i l'espai es troben llavors panxa enlaire, totes les èpoques (Juràssic, Antiguitat, Edat Mitjana, futur llunyà, etc.) trobant-se en un sol i únic punt. Mentre Roberts, el seu professor de ciències, és enviat a la meitat dels anys 60, Michael ha de trobar la màquina amb la finalitat d'apagar-la i així redefinir les fronteres interdimensionals, tot salvant Ellie, la noia que estima.

## Repartiment
- John Stockwell: Michael 'Mike' Harlan
- Danielle von Zerneck: Ellie Sawyer
- Fisher Stevens: Vince Latello
- Raphael Sbarge: Sherman
- Richard Masur: detectiu Jack Nulty
- Barry Corbin: Lew Harlan
- Ann Wedgeworth: Dolores
- Dennis Hopper: Bob Roberts
- Candace Silvers: Irene
- Bonic Dremann: Matusky
- Pat Simmons: Crystal
- John Vidor: Jock n°1
- Vincent Barbour: Jock n°2
- Jaime Alba: Jock n°3
- Robert Beer: el president Eisenhower
- Pamela Springsteen: l'amiga de Ellie

## Banda sonora
- Hard To Believe interpretada per The Tubes
- Hit And Run interpretada per David Johansen
- My Mind's Made Up interpretada per Steve Johnstad
- Fish Cheer And I-Feel-Like-I'm Fixin' To Die Rag interpretada per Country Joe and the Fish
- The Warrior interpretada per Nick Gilder (en)
- My Science Project interpretada per The Tubes

## Al voltant de la pel·lícula
- Quan Dennis Hopper, que interpreta el professor Bob Roberts, torna a la seva època, porta la mateixa roba que Billy, el personatge que encarnava en Easy Rider.